# Факультет вычислительной математики и кибернетики МГУ
Факультет вычислительной математики и кибернетики (ВМК) Московского государственного университета имени М. В. Ломоносова — учебный центр по подготовке кадров в области фундаментальных исследований по прикладной математике, вычислительной математике, информатике и программированию.

## История

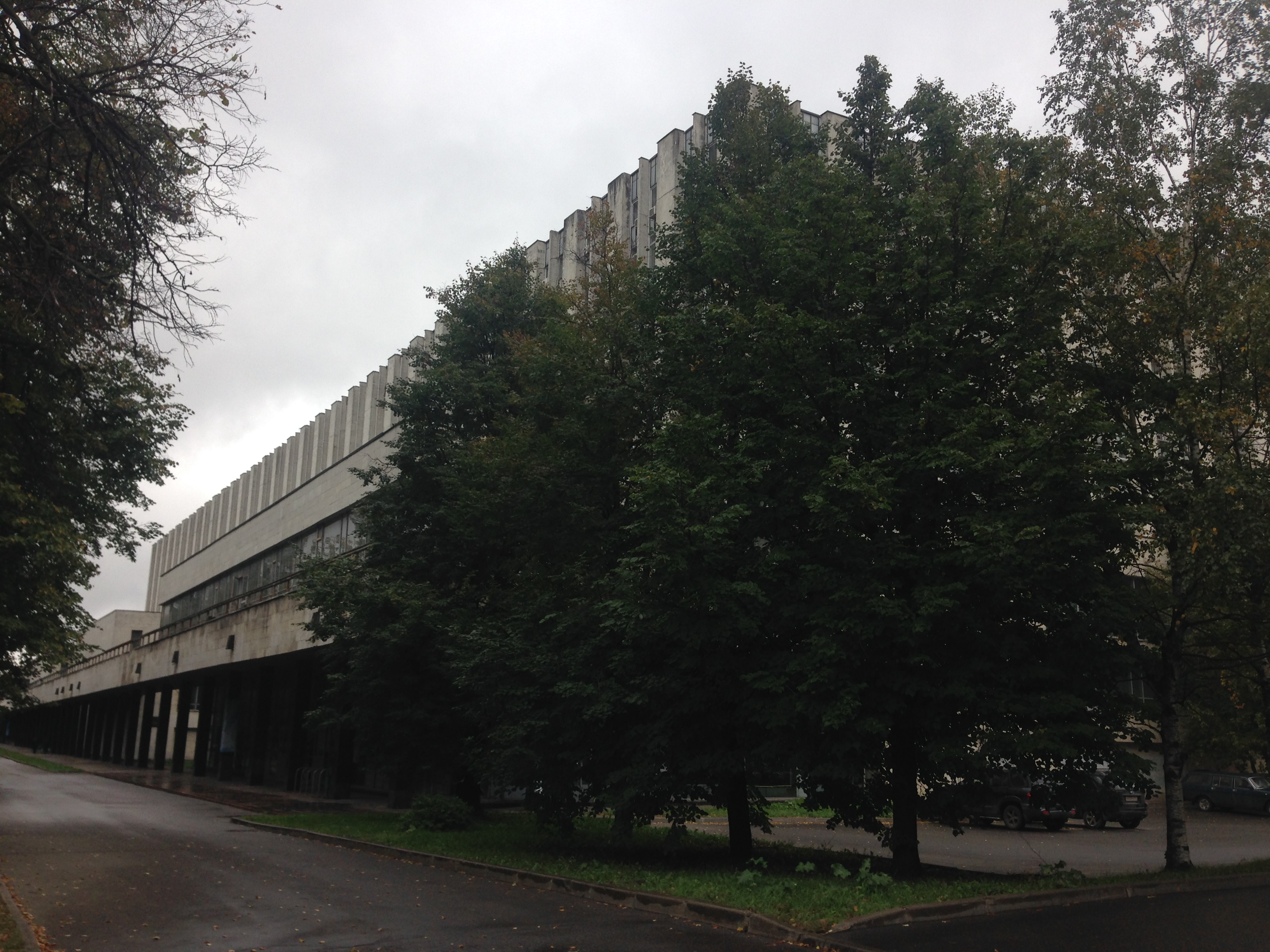
Здание факультета ВМК МГУ,
построенное в 1978 году

Факультет был организован в 1970 году на основе кафедры вычислительной математики механико-математического факультета МГУ и вычислительного центра МГУ. Значительная часть сотрудников нового факультета пришла с кафедры математики физического факультета МГУ, Института прикладной математики АН СССР (ИПМ) и Математического института АН СССР им. В. А. Стеклова.
Создателем факультета является академик Андрей Николаевич Тихонов при поддержке президента Академии наук СССР академика Мстислава Всеволодовича Келдыша.
В 1970—1990 годы декан факультета — Андрей Николаевич Тихонов.
В 1990—1999 годах декан факультета — Дмитрий Павлович Костомаров.
В 1999—2019 годах декан факультета — Евгений Иванович Моисеев.
С ноября 2019 года декан факультета — Игорь Анатольевич Соколов.
Первоначально факультет был размещён в трёхэтажном здании бывшего административного здания МГУ (ныне перестроенное здание социологического факультета МГУ).
При создании штатный преподавательский состав факультета был немногочисленным, но в него вошли известные учёные:
Лев Семёнович Понтрягин,
Владимир Александрович Ильин,
Дмитрий Павлович Костомаров,
Логин Николаевич Большев,
Александр Андреевич Самарский,
Сергей Всеволодович Яблонский,
Иван Семёнович Березин,
Юрий Борисович Гермейер.
В 1982 году из состава факультета в отдельное структурное подразделение МГУ был выделен НИВЦ МГУ. Эта реорганизация нанесла ущерб обеим сторонам: большинство научных лабораторий НИВЦ остались на факультете ВМК, а факультет лишился собственной вычислительной базы.
Факультету пришлось создавать новую базу — учебно-научный вычислительный комплекс.
Развитие собственного комплекса вычислительной техники, начатое в 1982 году имеет следующую историю: БЭСМ-6 (1983 год), ЕС-1035 и двухмашинный комплекс ЕС-1045 (1986 год), комплекс ИЗОТ-1014 (1988 год), система IBM pSeries 690 (Regatta) (2003 год).
В 2009 году введён в эксплуатацию суперкомпьютер «Ломоносов» (производительность первой очереди — 510 Тфлопс, в 2011 году увеличена до 1370 Тфлопс, в 2012 — до 1700 Тфлопс).
В рамках программы развития МГУ в 2012 году на факультете созданы три интерактивных класса, обеспечивающих ведение дистанционного образования для студентов филиала МГУ в Севастополе и Казахстанского филиала МГУ в Астане.
На Факультете действуют несколько лабораторий, созданных совместно с зарубежными ИТ-компаниями:
- лаборатория «Системы Sun в образовании и научных исследованиях» (совместно с компанией (1992);
- студенческая исследовательская лаборатория Intel, в дальнейшем преобразованная в лабораторию «компьютерной графики и мультимедиа» (1998)[10];
- студенческая лаборатория технологий Microsoft, в дальнейшем оформившаяся в лабораторию инструментальных средств математического моделирования (2004).

В 2009 году факультет существенно увеличил свои учебные, кафедральные и лабораторные площади за счёт площадей, освободившихся в результате переезда экономического факультета МГУ из второго учебного корпуса МГУ в новое здание.

## Структура

### Кафедры
В состав факультета входят 20 кафедр.
| Кафедра                                                        | Заведующий кафедрой                             | Год основания |
| -------------------------------------------------------------- | ----------------------------------------------- | ------------- |
| Математической физики (МФ)                                     | профессор А. В. Разгулин                        | 1982          |
| Вычислительных технологий и моделирования (ВТМ)                | профессор, академик РАН Е. Е. Тыртышников       | 2004          |
| Вычислительных методов (ВМ)                                    | и. о. профессор, академик РАН Б. Н. Четверушкин | 1983          |
| Автоматизации научных исследований (АНИ)                       | и. о. профессор А. М. Попов                     | 1987          |
| Общей математики (ОМ)                                          | и. о. профессор И. С. Ломов                     | 1973          |
| Функционального анализа и его применений (ФАиП)                | профессор, академик РАН Е. И. Моисеев           | 2008          |
| Нелинейных динамических систем и процессов управления (НДСиПУ) | и. о. профессор В. В. Фомичёв                   | 1989          |
| Исследования операций (ИО)                                     | и. о. профессор, академик РАН Ю. Г. Евтушенко   | 1970          |
| Оптимального управления (ОУ)                                   | профессор, академик РАН Ю. С. Осипов            | 1970          |
| Системного анализа (СА)                                        | профессор, академик РАН А. Б. Куржанский        | 1992          |
| Математической статистики (МС)                                 | профессор В. Ю. Королёв                         | 1970          |
| Математических методов прогнозирования (ММП)                   | и. о. профессор К. В. Воронцов                  | 1997          |
| Математической кибернетики (МК)                                | профессор С. А. Ложкин                          | 1970          |
| Информационной безопасности (ИБ)                               | профессор, академик РАН И. А. Соколов           | 2013          |
| Автоматизации систем вычислительных комплексов (АСВК)          | профессор, чл.-корр. РАН Р. Л. Смелянский       | 1970          |
| Суперкомпьютеров и квантовой информатики (СКИ)                 | профессор, чл.-корр. РАН В. В. Воеводин         | 2012          |
| Алгоритмических языков (АЯ)                                    | Лукашевич Н. В.                                 | 1970          |
| Системного программирования (СП)                               | профессор, академик РАН А. И. Аветисян          | 1970          |
| Интеллектуальных информационных технологий (ИИТ)               | профессор И. В. Машечкин                        | 2017          |
| Английского языка                                              | доцент Л. Б. Саратовская                        | 1990          |

### Лаборатории
На факультете действуют 23 лаборатории:
- 18 научно-исследовательских лабораторий при кафедрах факультета,
- три межкафедральные лаборатории, обеспечивающие технологическую поддержку научно-образовательных процессов,
- две студенческие лаборатории.
- Лаборатории кафедры математической физики
  - Математической физики (ЛМФ)[30]
  - Вычислительной электродинамики (ЛВЭ)[31]
  - Моделирования процессов тепломассопереноса (ЛМПТМП)[32]
  - Обратных задач (ЛОЗ)[33]
  - Математических методов обработки изображений (ЛММОИ)[34]
- Лаборатории кафедры вычислительных методов
  - Математического моделирования в физике (ЛММФ)[35]
  - Разностных методов (ЛРМ)[36]
  - Индустриальной математики (ЛИМ)[37]
- Лаборатория кафедры математической статистики
  - Статистического анализа (ЛСА)[38]
- Лаборатория кафедры математической кибернетики
  - Математических проблем компьютерной безопасности (ЛМПКБ)[39]
- Лаборатории кафедры информационной безопасности
  - Интеллектуальных систем кибербезопасности (ЛИСК)[40]
  - Открытых информационных технологий (ЛОИТ)[41]
- Лаборатория кафедры алгоритмических языков
  - Вычислительного практикума и информационных систем (ЛВПиИС)[42]
- Лаборатория кафедры автоматизации систем вычислительных комплексов
  - Вычислительных комплексов (ЛВК)[43]
  - Систем управления облачными вычислениями (ЛСУОВ)[44]
- Лаборатории кафедры суперкомпьютеров и квантовой информатики
  - Дискретных управляющих систем и их приложений (ЛДУСП)[45]
  - Инструментальных средств в математическом моделировании (ЛИСММ)[46]
- Лаборатории кафедры интеллектуальных информационных технологий
  - Технологий программирования (ЛТП)[47]
  - Компьютерной графики и мультимедиа (ЛКГиМ)[48][49]
- Межкафедральные лаборатории по технологической поддержке научно-образовательных процессов
  - Программного оборудования (ЛПО)[50]
  - Программного обеспечения вычислительного практикума (ЛПОВП)[51]
  - Вычислительной техники (ЛВТ)[52]
- Студенческие лаборатории
  - Студенческая исследовательская лаборатория Intel[53]
  - Студенческая лаборатория технологий Microsoft[54]

## Обучение
Факультет выпускает специалистов высокой квалификации по использованию вычислительной техники и программного обеспечения к решению прикладных задач.
Ведётся подготовка бакалавров и магистров по двум специальностям:
- Прикладная математика и информатика,
- Фундаментальная информатика и информационные технологии.

Ежегодно факультет принимает на учёбу 340 первокурсников. Общее количество обучающихся на дневном отделении в настоящее время составляет около 2000 студентов (в том числе около 300 иностранных граждан) и около 200 аспирантов.
Ведётся дистанционное преподавание курсов программирования на кафедрах Севастопольского филиала МГУ и Казахстанского филиала МГУ.

## Преподаватели факультета

### Кафедра вычислительной математики
Кафедра существовала в 1970—1982 годы. В 1982 году была переименована в кафедру математической физики (КМФ). Её организатор и руководитель после создания — профессор, академик РАН Тихонов Андрей Николаевич.
На кафедре в годы её существования работали:
Бахвалов Николай Сергеевич (1970—1981),
Березин Борис Иванович (1975—1982),
Березин Иван Семёнович (1970—1982),
Васильев Фёдор Павлович (1970—1982),
Воеводин Валентин Васильевич (1970—1981),
Григорьев Евгений Александрович (1980—1982),
Гулин Алексей Владимирович (1970—1982),
Денисов Александр Михайлович (1972—1982),
Дьяконов Евгений Георгиевич (1970—1975),
Жидков Николай Петрович (1970—1982),
Захаров Евгений Владимирович (1981—1982),
Ильинский Анатолий Серафимович (1977—1982),
Костомаров Дмитрий Павлович (1971—1982),
Попов Александр Михайлович (1973—1982),
Попов Юрий Петрович (1971—1982),
Русанов Виктор Владимирович (1970—1982),
Сушко Валерий Григорьевич (1971—1982),
Тихонов Андрей Николаевич (1970—1982),
Тыртышников Евгений Евгеньевич (1980—1982),
Четверушкин Борис Николаевич (1972—1982),
Щедрин Борис Михайлович (1970—1982).

### Кафедра математической физики (МФ)
Кафедра математической физики была создана в 1982 году путём переименования кафедры вычислительной математики. Её первый заведующий — профессор, академик РАН Тихонов Андрей Николаевич.
Преподаватели кафедры:
Денисов Александр Михайлович (c 1982),
Крылов Андрей Серджевич (с 1981),
Разгулин, Александр Витальевич (с 1991).
Ранее преподавали:
Березин Борис Иванович (1975—2014),
Березин Иван Семенович (1975—1982),
Васильев Фёдор Павлович (1982—1991),
Григорьев Евгений Александрович (1982-2024),
Дмитриев Владимир Иванович (1982—2020),
Жидков Николай Петрович (1982—1993),
Захаров Евгений Владимирович (1982—2023),
Ильинский Анатолий Серафимович (1982—2024),
Костомаров Дмитрий Павлович (1982—1987),
Пасконов Вилен Михайлович (1982—2015),
Попов Александр Михайлович (1982—1987),
Попов Юрий Петрович (1982—2016),
Росляков, Геннадий Степанович (1982—2000),
Русанов Виктор Владимирович (1982—2011),
Сушко Валкрий Григорьевич (1982—2000),
Тихонов Андрей Николаевич (1982—1993),
Тыртышников Евгений Евгеньевич (1982—2004),
Щедрин Борис Михайлович (1982—2021)

### Кафедра вычислительных методов (ВМ)
Кафедра вычислительных методов была создана в 1982 году. Её организатор и руководитель после создания — профессор, академик РАН Александр Андреевич Самарский.
Преподаватели кафедры:
Арделян Николай Васильевич (с 1982),
Мухин Сергей Иванович (с 1984),
Тишкин Владимир Федорович (с 1990),
Четверушкин Борис Николаевич (с 1982).
Ранее преподавали:
Гулин Алексей Владимирович (1982—2015),
Самарский Александр Андреевич (1982—2008),

### Кафедра общей математики (ОМ)
Кафедра общей математики создана в 1973 году. Организатор и первый заведующий кафедрой — профессор, академик РАН Владимир Александрович Ильин.
Преподаватели кафедры:
Денисов Василий Николаевич (с 1982),
Коровина Мария Викторовна (с 1994),
Ломов Игорь Сергеевич (с 1979),
Садовничая Инна Викторовна (с 2001),
Ранее преподавали: Шикин Евгений Викторович (1970—2002),
Дезин Алексей Алексеевич (1994—2008),
Дьяконов Евгений Георгиевич (1975—2006),
Ильин Владимир Александрович (1970—2014),
Капустин Николай Юрьевич (1982—2008),
Моисеев Евгений Иванович (1974—1983),
Сазонов Василий Викторович (2011—2017),
Тихомиров Василий Васильевич (1976-2025),
Хапаев Михаил Михайлович (1974-2025),
Шишмарёв Илья Андреевич (1990—2012).

### Кафедра функционального анализа и его применений (ФАиП)
Кафедра была создана в 1981 году. Первый заведующий кафедры — профессор, академик РАН Садовничий Виктор Антонович. Прекратила деятельность в 1983 году. Возобновила деятельность в 2008 году. Заведующим кафедры с 2008 по 2022 год был профессор, академик РАН Моисеев Евгений Иванович.
Преподаватели кафедры:
Капустин Николай Юрьевич (с 2008)
Ранее преподавали:
Моисеев Евгений Иванович (2008—2022),
Садовничий Виктор Антонович (1981—1982).

### Кафедра автоматизации научных исследований (АНИ)
Кафедра была создана в 1987 году. Создатель кафедры и первый заведующий — профессор, чл.-корр. РАН Дмитрий Павлович Костомаров.
Преподаватели кафедры:
Зайцев Фёдор Сергеевич (с 1988),
Попов Александр Михайлович (c 1987),
Сычугов Дмитрий Юрьевич (с 1987),
Шишкин Алексей Геннадьевич (с 1990).
Ранее преподавали:
Костомаров Дмитрий Павлович (1987—2014),

### Кафедра вычислительных технологий и моделирования (ВТМ)
Кафедра была создана в 2004 году. Основатель кафедры и первый заведующий — профессор, академик РАН Гурий Иванович Марчук.
Преподаватели кафедры:
Агошков Валерий Иванович,
Дымников Валентин Павлович (с 2010),
Романюха Алексей Алексеевич (c 2004),
Тыртышников Евгений Евгеньевич (с 2004).
Ранее преподавали:
Лебедев Вячеслав Иванович (2004—2010),
Лифанов Иван Кузьмич (2004—2016),
Лыкосов Василий Николаевич (2004—2021),
Марчук Гурий Иванович (2004—2013)

### Кафедра суперкомпьютеров и квантовой информатики (СКИ)
Кафедра квантовой информатики была создана 2001 году. Её организатор и первый заведующий — профессор, академик РАН Валиев Камиль Ахметович. В 2012 году переименована в кафедру суперкомпьютеров и квантовой информатики. Заведующий кафедрой СКИ — профессор, чл.-корр. РАН Воеводин Владимир Валентинович.
Преподаватели кафедры:
Воеводин Владимир Валентинович (c 2001),
Ожигов Юрий Игоревич (c 2001),
Якобовский Михаил Владимирович (c 2010).
Ранее преподавали:
Валиев Камиль Ахметович (2001—2010),

### Кафедра нелинейных динамических систем и процессов управления (НДСиПУ)
Кафедра была создана в 1989 году. Основатель кафедры и первый заведующий — профессор, академик РАН Емельянов Станислав Васильевич. С 2019 года кафедрой заведует профессор Фомичёв Василий Владимирович.
Преподаватели кафедры:
Афанасьев Александр Петрович (с 1997),
Ёлкин Владимир Иванович (с 2001),
Кривоножко Владимир Егорович (с 2007),
Смольяков Эдуард Римович (с 2002),
Фомичёв Василий Владимирович (c 1997),
Шоломов Лев Абрамович (с 2001).
Ранее преподавали:
Бобылёв Николай Антонович (1990—2002),
Емельянов Станислав Васильевич (1989—2018),
Коровин Сергей Константинович (1996—2011),
Левченков Вячеслав Степанович (1989—2011)
и другие.

### Кафедра оптимального управления (ОУ)
Кафедра оптимального управления была создана в 1970 году. С момента создания и до своей кончины в 1988 году кафедрой заведовал профессор, академик РАН Понтрягин Лев Семёнович.
Преподаватели кафедры:
Григоренко Николай Леонтьевич (с 1973),
Дмитрук Андрей Венедиктович (с 1994),
Никольский Михаил Сергеевич (с 1970),
Осипов Юрий Сергеевич (с 1989),
Потапов Михаил Михайлович (с 1978)
Ранее преподавали:
Васильев Фёдор Павлович (1991—2023),
Кряжимский Аркадий Викторович (1997—2014),
Понтрягин Лев Семёнович (1970—1988),
Розов Николай Христович (1970—1988).

### Кафедра системного анализа (СА)
Кафедра была создана в 1992 году. Организатор кафедры и её первый заведующий — профессор, академик РАН Куржанский Александр Борисович.
Преподаватели кафедры:
Арутюнов Арам Владимирович (с 1993),
Лотов Александр Владимирович (с 1996),
Шананин Александр Алексеевич (с 1995).
Ранее преподавали:
Куржанский Александр Борисович (с 1992 по 2025)

### Кафедра математической статистики (МС)
Кафедра математической статистики была создана в 1970 году. Организатор кафедры и её первый заведующий — профессор, академик РАН Прохоров Юрий Васильевич.
Преподаватели кафедры:
Бенинг Владимир Евгеньевич (c 1970),
Королёв Виктор Юрьевич (с 1980),
Круглов, Виктор Макарович (с 1972),
Ульянов Владимир Васильевич (с 1978),
Ушаков Владимир Георгиевич (c 1977),
Шевцова Ирина Геннадьевна (с 2006),
Шестаков Олег Владимирович (с 2002).
Ранее преподавали:
Большев Логин Николаевич (1970—1978),
Грушо Александр Александрович (1997—2013),
Прохоров Юрий Васильевич (1970—2013),

### Кафедра исследования операций (ИО)
Кафедра исследования операций была создана в 1970 году. С момента создания кафедры до своей кончины в 1975 году кафедру возглавлял профессор Юрий Борисович Гермейер.
Преподаватели кафедры:
Белолипецкий Александр Алексеевич (с 1976),
Васин Александр Алексеевич (c 1977),
Евтушенко Юрий Гаврилович (с 1992),
Измаилов Алексей Феридович (c 2002),
Новикова Наталья Михайловна (с 1986),
Савин Геннадий Иванович (с 1975),
Флёров Юрий Арсениевич (с 2003),
Ранее преподавали:
Гермейер Юрий Борисович (1970—1975),
Денисов Дмитрий Витальевич (1986—2023),
Краснощёков Павел Сергеевич (1975—2016),
Поспелов Игорь Гермогенович (1998—2022).

### Кафедра математических методов прогнозирования (ММП)
Кафедра была создана в 1997 году. Организатор кафедры и её первый заведующий — профессор, академик РАН Журавлёв Юрий Иванович. С 2022 и. о. заведующего профессор Воронцов Константин Вячеславович.
Преподаватели кафедры: профессор Воронцов Константин Вячеславович.
Ранее преподавали:
Журавлёв Юрий Иванович (1997—2022),
Рудаков Константин Владимирович [1954-2021] (с 1997 по 2021),
Рязанов Владимир Васильевич [1950-2024] (с 1999 по ?),
Дьяконов Александр Геннадьевич (2003—2023).

### Кафедра математической кибернетики (МК)
Кафедра теории автоматов и математической логики была организована в 1970 году. Её организатор и руководитель после создания — профессор, член-корреспондент РАН Яблонский Сергей Всеволодович. В 1975 году была переименована в кафедру математической кибернетики.
Преподаватели кафедры:
Алексеев Валерий Борисович (с 1972),
Вороненко Андрей Анатольевич (с 1997),
Захаров Владимир Анатольевич (с 1986),
Ложкин Сергей Андреевич (с 1978),
Марченков Сергей Серафимович (c 2000),
Селезнёва Светлана Николаевна (с 1998),
Ранее преподавали:
Лупанов Олег Борисович (1970—1980),
Романюха Алексей Алексеевич (1986—2001),
Сапоженко Александр Антонович (1971—2019),
Яблонский Сергей Всеволодович (1970—1998).

### Кафедра информационной безопасности (ИБ)
Кафедра была создана в 2013 году. Организатор кафедры и её заведующий профессор, академик РАН Соколов Игорь Анатольевич.
Преподаватели кафедры:
Анашин Владимир Сергеевич (с 2013),
Грушо Александр Александрович (с 2013),
Соколов Игорь Анатольевич (с 2013),
Сухомлин Владимир Александрович (с 2013).

### Кафедра системного программирования (СП)
Кафедра системного программирования была создана в 1970 году. Организатор кафедры и её первый заведующий — профессор Шура-Бура Михаил Романович. С 1994 года по 2016 год кафедрой заведовал профессор, академик РАН Иванников Виктор Петрович. С 2017 года кафедрой системного программирования заведует профессор, академик РАН Аветисян Арутюн Ишханович.
Преподаватели кафедры:
Аветисян Арутюн Ишханович (с 2016),
Ранее преподавали:
Жоголев Евгений Андреевич (1986—2003),
Иванников Виктор Петрович (1994—2016),
Кузнецов Сергей Дмитриевич (1995—2023),
Любимский Эдуард Зиновьевич (1970—2008),
Серебряков Владимир Алексеевич (1992—2019),
Шура-Бура Михаил Романович (1970—2008).

### Кафедра алгоритмических языков (АЯ)
Кафедра алгоритмических языков была создана в 1970 году. Первый заведующий кафедрой (1970—1971) — С. С. Лавров. В 1971—1993 годы кафедрой заведовал профессор Н. П. Трифонов. С 1993 года по 2021 год заведующим кафедрой был профессор Мальковский Михаил Георгиевич. С 2021 года по 2023 год кафедрой заведовал профессор Соловьёв Сергей Юрьевич.
Преподаватели кафедры:
Абрамов Сергей Александрович.
Ранее преподавали:
Лавров Святослав Сергеевич (1970—1971),
Мальковский Михаил Георгиевич (1973—2021),
Соловьёв Сергей Юрьевич (2001—2023),
Трифонов Николай Павлович (1970—2001).

### Кафедра автоматизации систем вычислительных комплексов (АСВК)
Кафедра автоматизации систем вычислительных комплексов была организована в 1970 году. Её руководитель с момента создания до 2016 года — профессор, член-корреспондент РАН Королёв Лев Николаевич. С ноября 2018 года кафедрой заведует профессор, член-корреспондент РАН Смелянский Руслан Леонидович.
Преподаватели кафедры:
Воеводин Владимир Валентинович (с 1984),
Смелянский Руслан Леонидович (с 1980).
Ранее преподавали:
Королёв Лев Николаевич (1970—2016),
Рябов Геннадий Георгиевич (1970—2017),
Томилин Александр Николаевич (1970—2021),
Сухомлин Владимир Александрович (1973—2013),
Тюрин Владимир Фёдорович (1973—2013),
Калиниченко Леонид Андреевич (1978—2018),
Машечкин Игорь Валерьевич (1978—2017),
Иванников Виктор Петрович (1979—1994),
Баяковский Юрий Матвеевич (1983—2014),
Баула Владимир Георгиевич (1974—2024).

### Кафедра интеллектуальных информационных технологий (ИИТ)
Кафедра была создана в 2017 году. Организатор кафедры и её заведующий профессор Машечкин Игорь Валерьевич.
Преподаватели кафедры:
Машечкин Игорь Валерьевич (с 2017).
Ранее преподавали:
Рябов Геннадий Георгиевич (2017—2020),
Томилин Александр Николаевич (2017—2021).

## Известные выпускники и студенты
См. категорию Выпускники факультета вычислительной математики и кибернетики МГУ.

Студенты ВМК — чемпионы мира 2019 года по программированию
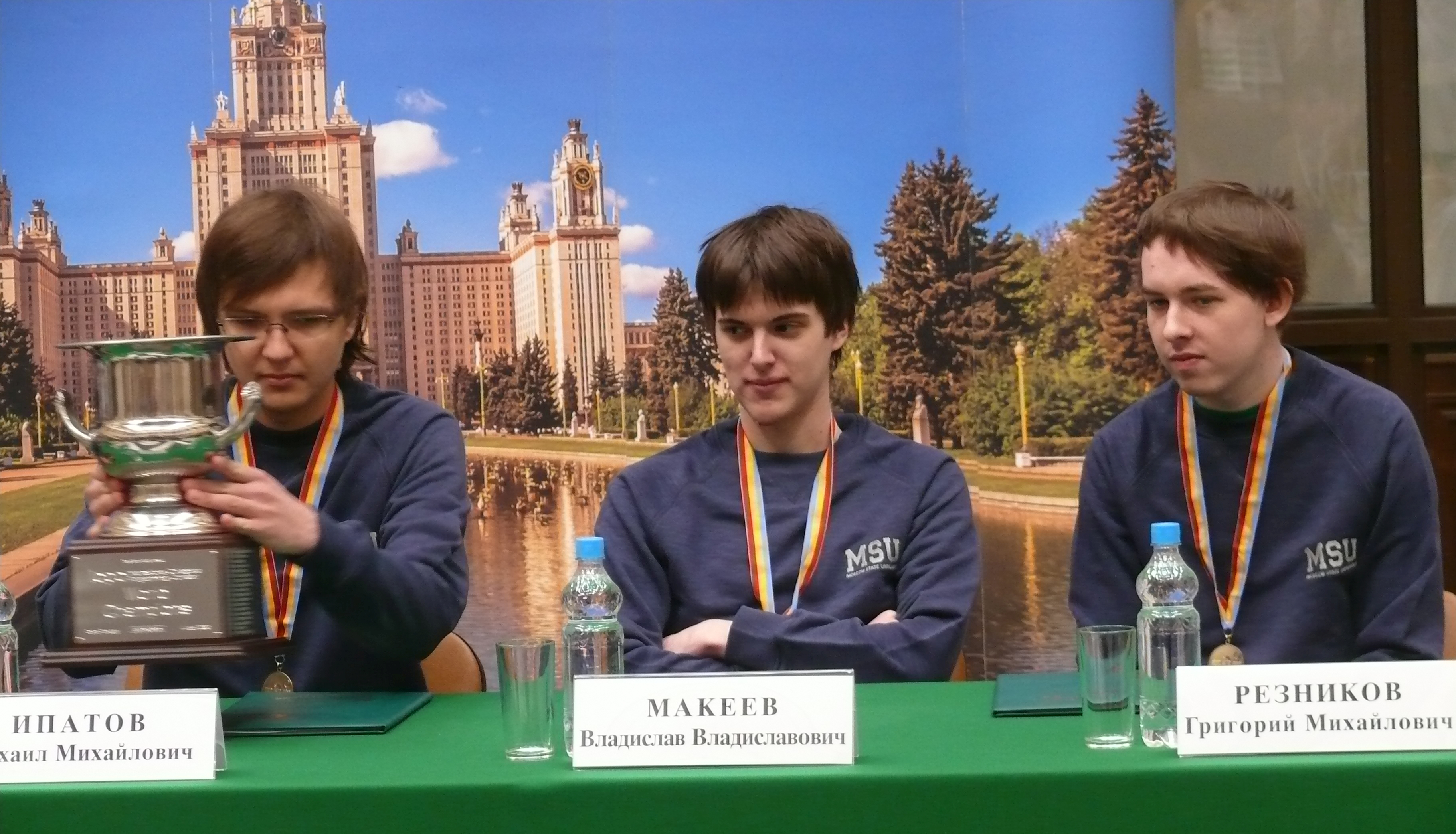
Команда МГУ — победители ICPC 2019 и 2018 годов
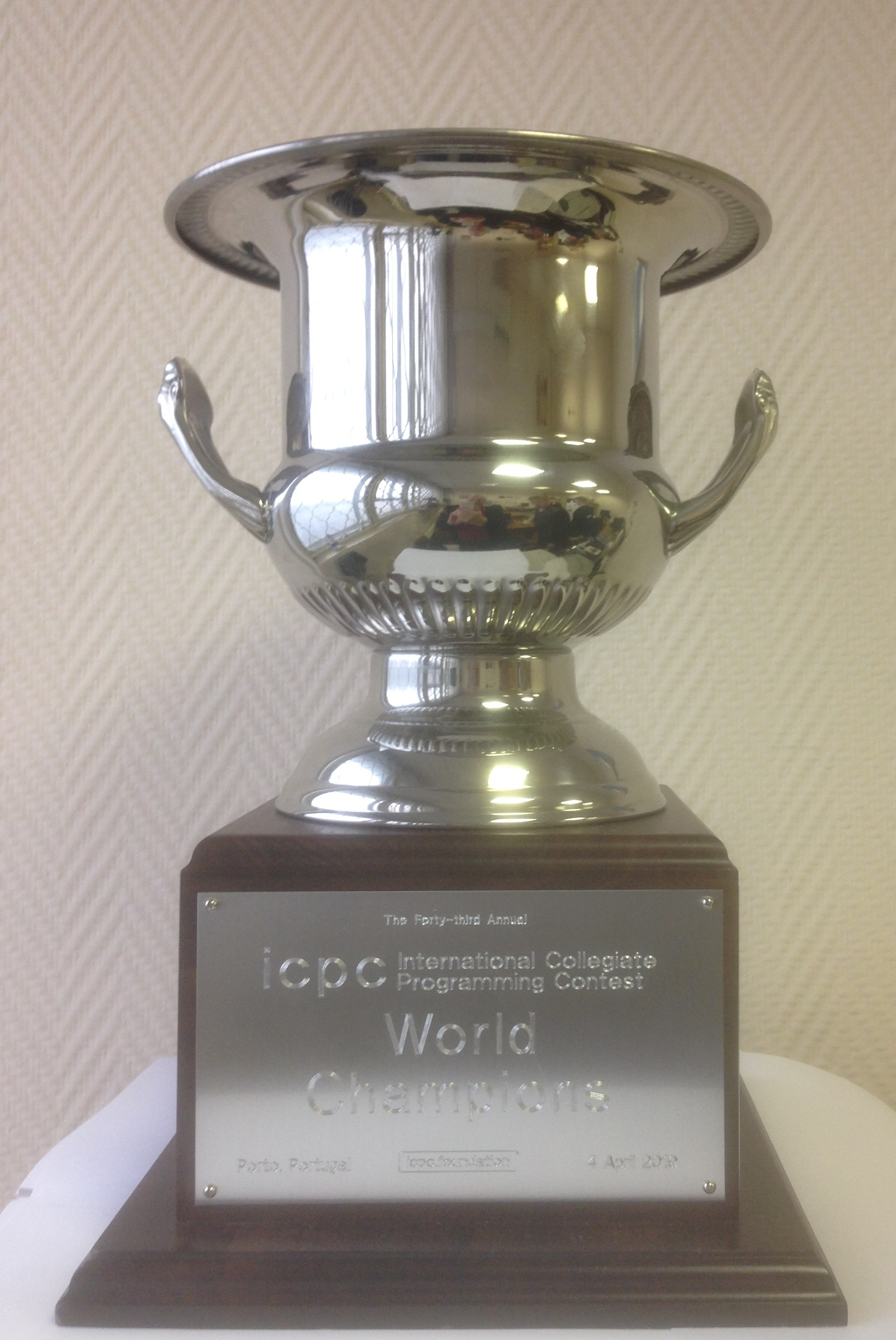
Чемпионский кубок ICPC, полученный командой ВМК МГУ в 2019 году
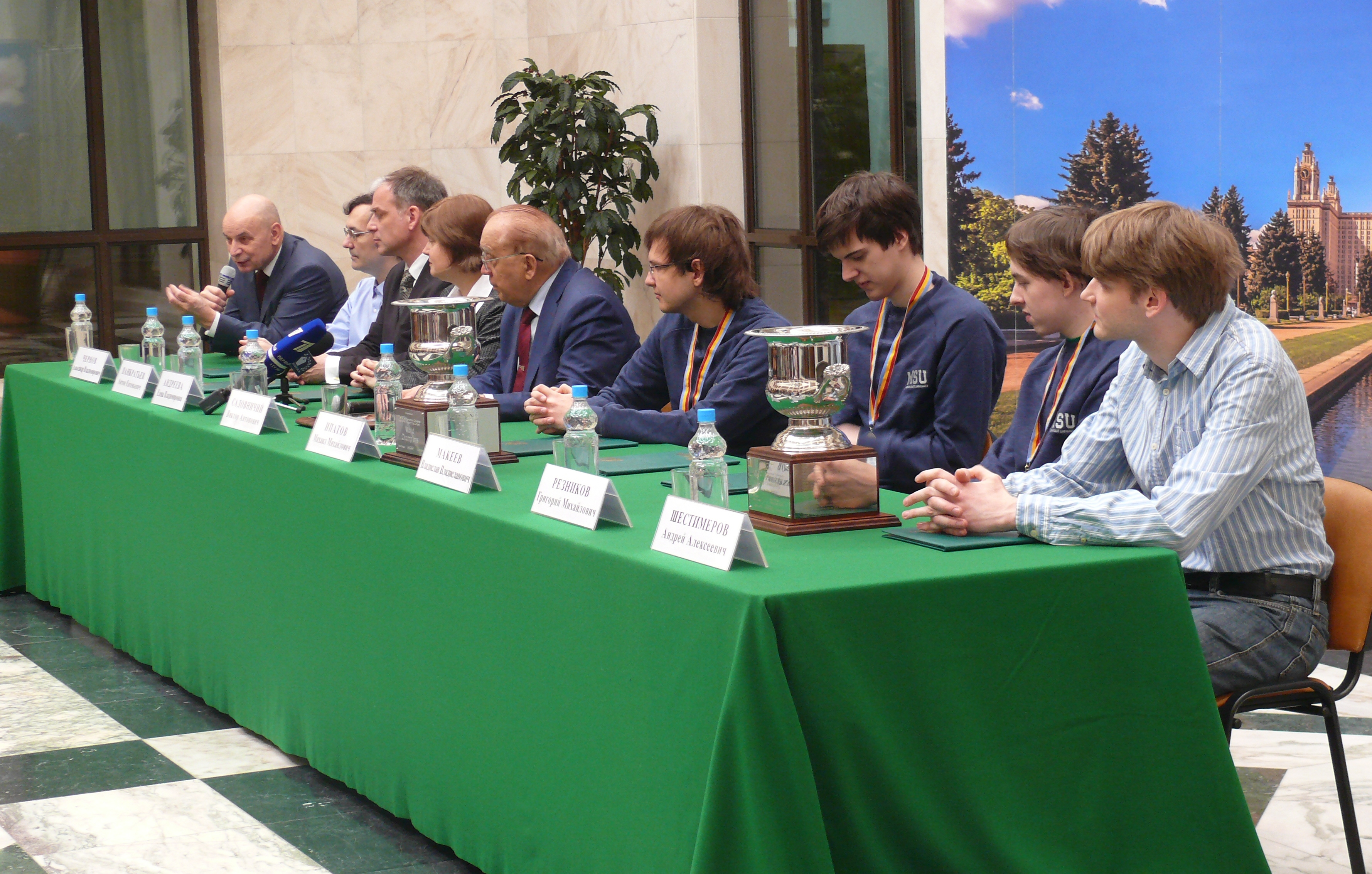
Команда ВМК МГУ — двукратный чемпион ICPC 2018 и 2019 годов на торжественном приёме в МГУ

4 апреля 2019 года в португальском Порту завершился финал Международной олимпиады по программированию ACM ICPC. Студенты МГУ имени М. В. Ломоносова Григорий Резников (3-й курс факультета вычислительной математики и кибернетики), Владислав Макеев (3-й курс факультета вычислительной математики и кибернетики) и Михаил Ипатов (4-й курс механико-математического факультета) под руководством тренера Елены Андреевой (заведующая кафедрой информатики СУНЦ МГУ) завоевали первое место. На чемпионате команде решила за пять часов 10 задач из 11.

## Известные преподаватели и профессора
См. категорию Преподаватели факультета вычислительной математики и кибернетики МГУ.

## Международная Суперкомпьютерная Академия

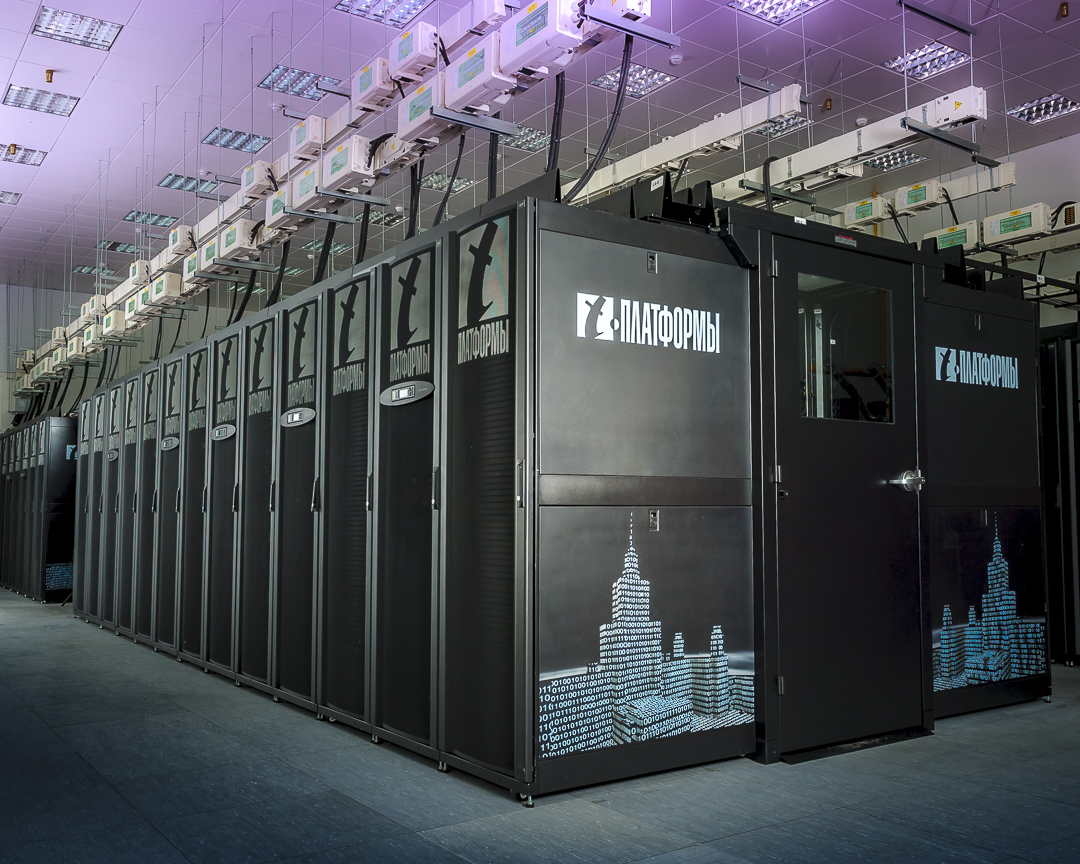
Суперкомпьютер «Ломоносов» в МГУ

Академия, посвящённая суперкомпьютерам, проводится на базе факультета ВМК МГУ ежегодно, начиная с 2010 года. В ходе проведения Академии читаются лекции по различным областям суперкомпьютерных технологий, проводятся заседания, где участники представляют результаты своих исследований в этой области и получают возможность проведения своих работ на суперкомпьютерах МГУ («Ломоносов», «Чебышев», Blue Gene/P).
Программа Академии состоит из лекций по актуальным проблемам суперкомпьютерных технологий и высокопроизводительных вычислений, углублённых учебных курсов (треков), мастер-классов и тренингов по конкретным темам применения суперкомпьютерных технологий и разработки параллельных алгоритмов и программ для высокопроизводительных вычислительных систем. Основное внимание в программе Академии уделяется проблемам построения сверхмасштабируемых приложений для решения актуальных вычислительно сложных задач.
Академия проводится одновременно в четырёх университетах:
- Московский государственный университет
- Уральский федеральный университет
- Санкт-Петербургский политехнический университет
- Северный (Арктический) федеральный университет.